# Upplands runinskrifter 1011
Upplands runinskrifter 1011, eller "Örbystenen", är en runsten som nu står i  Universitetsparken i centrala Uppsala i Uppland. Av alla kända runstenar så utmärker sig Örbystenen exceptionellt på grund av sin kringflackande tillvaro och säregna historia.

## Stenen
Stenen stod ursprungligen i Örby, Rasbo socken, innan den på 1600-talet flyttades till Olof Verelius trädgård på Övre Slottsgatan i Uppsala. Därefter gavs den av dåvarande ägaren till Olof Celsius den äldre, som 1726 lät ställa den i sin trädgård på Östra Ågatan. Stenen flyttades på nytt och hamnade nästa gång inom Gustavianums gårdsområde.
Stenen lånades ut till världsutställningen i Paris 1867 och där belönades den och två andra uppländska stenar med en bronsmedalj. Allting gick över förväntningar tills den granna runstenen vid omlastning inför återfärden föll överbord i Le Havre. Efter att sedan ha legat nedsjunken i trettio år i den franska hamnens gyttjiga sjöbotten, blev den vid en muddring påträffad av en grävskopa. Örbystenen bärgades och återbördades efter sina äventyr till Uppsala. Den placerades 1897 i Linnéträdgården på Svartbäcksgatan för att 1921 ställas jämte ett antal andra runstenar i Universitetsparken och där står den än idag.
Det är ovanligt att någon ristat ett minnesmärke under sin levnad över sig själv, såsom Vigmund här gjort och på ett skrytsamt sätt försökt vinna Guds nåd. I texten låter han påtala att han varit en "skeppshövding" och den skickligaste av män. Minnesmärket är således en "styrmanssten" som restes för att hedra en styrman, skeppets befälhavare. Möjligen saknades arvingar varmed Vigmund tog det säkra före det osäkra och skapade minnesmärket tillsammans med Åfrid som troligen var hans hustru. En kvinna har alltså varit delaktig i dess tillblivelse. Stilistiskt ser den dock ut att vara ristad av en mer proffsig runmästare som Öpir eller Fot. Stenens båda sidor är korsmärkta och dess ornamentik går i Urnesstil, vilket placerar den i vikingatidens slutskede eller tidig medeltid.
Runorna på stenens högra sidan är spegelvända, hela den översatta inskriften följer nedan:

## Inskriften
Translitterering av runraden:
§A uihmuntr ' lit ' agua · stain · at ' sig ' selfon ' slyiastr ' mono ' guþ ' ia[l]bi (s)ial ' uihmuntar · styrimons 
§B uihmuntr · auk ' afiriþ : eku merki ' at kuikuan · sik ·
Normalisering till runsvenska:
§A Vigmundr let haggva stæin at sik sialfan, sløgiastr manna. Guð hialpi sial Vigmundaʀ styrimanns. 
§B Vigmundr ok Afriðr hioggu mærki at kvikvan sik.
Översättning till nusvenska:
Vigmund lät hugga stenen till minne av sig själv, den skickligaste av män. Gud hjälpe skeppshövdingen Vigmunds själ. Vigmund och Åfrid högg minnesmärket medan han levde.

Källström menar att sidan B är felformulerad och att ristaren kan vara samma som ristade Gs 1, då kan ristaren vara Önjut men Vigmund och Åfrid kan avskrivas.
| Vänster respektive höger sida av U 1011 |  | Vänster respektive höger sida av U 1011 |

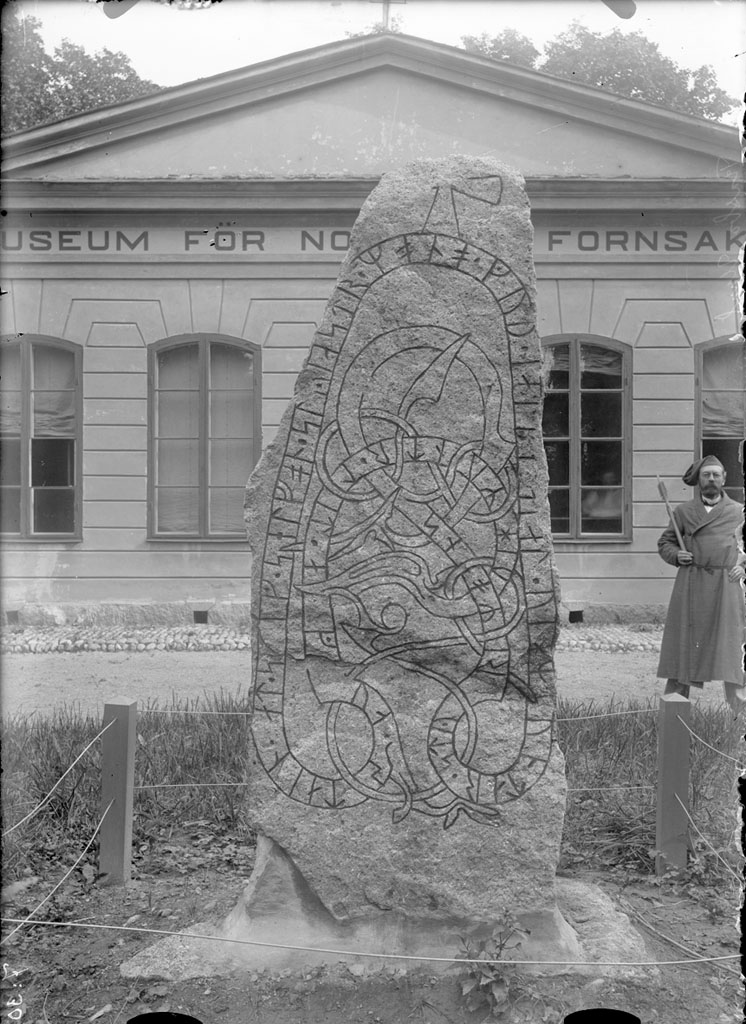
Runstenen framför orangeriet i Linnéträdgården där Uppsala universitets museum för nordiska fornsaker var inrymt kring året 1900

| Vänster respektive höger sida av U 1011 |  |                                         |